# Złoty kąt

Złoty kąt

Kąt pomiędzy kolejnymi kwiatostanami w niektórych kwiatach to złoty kąt

Złoty kąt – kąt środkowy oparty na mniejszym z dwóch łuków powstałych w wyniku złotego podziału okręgu. W przybliżeniu jego miara wynosi 137,507764° (2,399963 rad) i nie da się jej wyrazić ułamkiem zwykłym (jest liczbą niewymierną). Iloraz miary tego kąta i jego dopełnienia do kąta pełnego jest równy złotej liczbie (stąd nazwa).
Oznaczając przez {\displaystyle c} obwód okręgu, przez {\displaystyle b} łuk na którym oparty jest złoty kąt, a przez {\displaystyle a} jako jego dopełnienie zachodzi:
{\displaystyle {\frac {c}{a}}={\frac {a}{b}}.}

## Występowanie w naturze
- Bracia August Bravais (fizyk) i Louis-François Bravais (lekarz i botanik), badając rośliny, zauważyli, że najczęściej występującym kątem dywergencji jest złoty kąt.
- Pełni najważniejszą rolę w teorii ulistnienia.